# Biatlon op de Olympische Winterspelen 1976
Biatlon is een van de sporten die beoefend werden tijdens de Olympische Winterspelen 1976 in Innsbruck, Oostenrijk. De wedstrijden vonden plaats in de Olympiaregion Seefeld in Seefeld in Tirol.

## Heren

### 20 kilometer individueel
| Rang   | Sporter(s)          | Land | Tijd       | Pen. |
| ------ | ------------------- | ---- | ---------- | ---- |
| Goud   | Nikolaj Kroeglov    | URS  | 1:14:12.26 | 2    |
| Zilver | Heikki Ikola        | FIN  | 1:15:54.10 | 2    |
| Brons  | Aleksandr Jelizarov | URS  | 1:16:05.57 | 3    |
| 4      | Willy Bertin        | ITA  | 1:16:50.36 | 3    |
| 5      | Aleksandr Tichonov  | URS  | 1:17:18.33 | 7    |
| 6      | Esko Saira          | FIN  | 1:17:32.84 | 2    |
| 7      | Lino Jordan         | ITA  | 1:17:49.83 | 2    |
| 8      | Sune Adolfsson      | SWE  | 1:18:00.50 | 2    |

### 4 x 7,5 kilometer estafette
| Rang   | Sporter(s)                                                          | Land | Tijd       | Pen. |
| ------ | ------------------------------------------------------------------- | ---- | ---------- | ---- |
| Goud   | Aleksandr Jelizarov Ivan Biakov Nikolaj Kroeglov Aleksandr Tichonov | URS  | 1:57:55.64 | 0    |
| Zilver | Hendrik Flöjt Esko Saira Juhani Suutarinen Heikki Ikola             | FIN  | 2:01:45.58 | 2    |
| Brons  | Karl-Heinz Menz Frank Ullrich Manfred Beer Manfred Geyer            | GDR  | 2:04:08.61 | 5    |
| 4      | Heinrich Mehringer Gerd Winkler Josef Keck Claus Gehrke             | FRG  | 2:04:11.86 | 4    |
| 5      | Kjell Hovda Terje Hanssen Svein Engen Tor Svensberget               | NOR  | 2:05:10.28 | 6    |
| 6      | Lino Jordan Pierantonio Clementi Luigi Weiss Willy Bertin           | ITA  | 2:06:16.55 | 3    |
| 7      | René Arpin Yvon Mougel Marius Falquy Jean Claude Viry               | FRA  | 2:07:34.42 | 5    |
| 8      | Mats-Ake Lantz Torsten Wadman Sune Adolfsson Lars-Göran Arwidson    | SWE  | 2:08:46.90 | 8    |

## Medaillespiegel
| Plaats | Land        | NOC    | Goud | Zilver | Brons | Totaal |
| ------ | ----------- | ------ | ---- | ------ | ----- | ------ |
| 1      | Sovjet-Unie | URS    | 2    | 0      | 1     | 3      |
| 2      | Finland     | FIN    | 0    | 2      | 0     | 2      |
| 3      | DDR         | GDR    | 0    | 0      | 1     | 1      |
| Totaal | Totaal      | Totaal | 2    | 2      | 2     | 6      |